# Reacción de Beirut
La reacción de Beirut es una reacción orgánica donde se hace reaccionar óxido de benzofurazano con un α,γ-dicetoéster en presencia de una amina terciaria como base y etanol como solvente. El producto es un 1,4-dióxido de quinoxalina. La reacción fue reportada por M. J. Haddadin y C. H. Issidorides; ellos nombraron a la reacción como la ciudad donde fue descubierta (Beirut).

## Mecanismo
El mecanismo de reacción compienza con la desprotonación del α,γ-dicetoácido. El carbanión producido ataca al nitrógeno del N-óxido del benzofurazano, formando así un heterocíclico aniónico. Por medio del átomo de nitrógeno aniónico, este ataca en un mecanismo de adición nucleofílica al grupo α-cetona del éster, formando un derivado del 11-oxa-1,8-diazatriciclo[6.2.1.02.7]undeca-2,4,6-trieno. El aducto se rompe en para formar el derivado de la dihidroquinoxazolina, la cual recupera la aromaticidad por deshidratación del aldol formado